# 罗辉 (1950年)
罗辉（1950年4月—），男，汉族，湖北大冶人，中华人民共和国政治人物，曾任黄石高等专科学校校长、襄樊市市长、湖北省财政厅党组书记、厅长，湖北省人大常委会副主任、湖北省诗词学会会长、中华诗词学会副会长。